# گودرز داوودی
گودرز داوودی (زادهٔ ۱۸ فروردین ۱۳۷۲ در اهواز) بازیکن فوتبال اهل ایران است که در پست دروازه‌بان برای باشگاه فوتبال هوادار بازی می‌کند.

## افتخارات

### استقلال خوزستان
- لیگ برتر خلیج فارس
  - قهرمان (۱): ۱۳۹۵–۱۳۹۴